# Stanislaw Maczek
O general Stanislaw Maczek (Szczerzec, 31 de março de 1892 - Edimburgo, 11 de dezembro de 1994) foi um comandante de blindados polacos durante a Segunda Guerra Mundial.

## Carreira
Veterano da Primeira Guerra Mundial, da Guerra Polaco-Ucraniana e da Guerra Polaco-Soviética de 1920, foi comandante da única formação blindada da Polónia durante a campanha de setembro de 1939. Chefiou de novo uma formação blindada polaca em 1940 durante a Batalha de França, e foi o comandante da célebre 1ª divisão blindada polaca, e mais tarde do 1º Corpo de Exército polaco sob comando britânico entre 1942 e 1945. A sua divisão combateu na Normandia, depois na Bélgica, nos Países Baixos e na Alemanha onde tomou o porto de Wilhelmshaven e aceitou a capitulação de toda a guarnição.
Exilado em 1948 e destituído da sua nacionalidade pelo governo comunista polaco, viveu na Grã-Bretanha. Morreu com 102 anos, em 1994, e foi enterrado no cemitério polaco de Breda, nos Países Baixos.

## Honras e prêmios
- Cruz de Cavaleiro da Ordem das Virtudes Militares (Polônia)
- Cruz de Ouro da Ordem das Virtudes Militares (Polônia)
- Cruz de Prata da Ordem das Virtudes Militares (Polônia)
- Grã-Cruz da  Ordem da Polônia Restituta (Polônia)
- Cruz de Comandante da Ordem da Polônia Restituta (Polônia)
- Cruz de Valor (Polônia)
- Cruz de Ouro do Mérito com Espadas (Polônia)
- Grande Oficial da Ordem da Coroa com Palmas (Bélgica)
- Croix de Guerre com Palms (Bélgica)
- Comandante da Legião de Honra (França)
- Croix de Guerre com Palma (França)
- Médaille commémorative de la guerre 1939–1945 (France)
- Comandante da Ordem de Orange-Nassau (Holanda)
- Ordem da Estrela da Romênia Classe IV (Romênia)
- Comandante da Ordem do Banho (Reino Unido)
- Companheiro da Ordem do Banho (militar) (Reino Unido)
- Ordem de Serviços Distintos (Reino Unido)